# درگاپور
درگاپور (به لاتین: Durgapur) یک منطقهٔ مسکونی در بنگلادش است که در ناحیه راج‌شاهی واقع شده‌است. درگاپور ۱۹۵٫۰۳ کیلومتر مربع مساحت و ۱۸۵٬۸۴۵ نفر جمعیت دارد.